# Линьяма, Яакко
Яакко Линьяма (до 1935 года — Линдеман, фин. Jaakko Linjama; 16 мая 1909, Ээнекоски, Великое княжество Финляндское, Российская империя — 2 мая 1983, Йювяскюля, Финляндия) — финский композитор, музыкант, органист, музыкальный педагог.

## Биография
Родился в многодетной семье. После окончания школы в 1933 году, работал кантором с 1934 по 1969 год. В 1963—1966 годах был учителем музыки.
В 1946-1951 годах изучал композицию под руководством Аарре Мериканто и Лео Фунтека.
Автор более 120 музыкальных произведений, участвовал в редактировании сборника «Сийони лаулут» в 1970-х годах .
Наиболее известен, как создатель олимпийского гимна, который он сочинил для летних олимпийских игр в Хельсинки в 1952 году на текст олимпийского гимна Тойво Люю.